# Lufthansa Aviation Training
Die Lufthansa Aviation Training GmbH (kurz „LAT“) mit Hauptsitz am Flughafen München ist ein 100%iges Tochterunternehmen der Deutschen Lufthansa AG und ist ein Anbieter von Trainingsdienstleistungen für Fluggesellschaften. Neben Lufthansa selbst nutzen etwa 250 weitere Fluggesellschaften die Ausbildungsmöglichkeiten der LAT in den Bereichen Simulatortraining, Notfall- und Serviceschulung sowie computergestützte Lernprogramme.

## Geschichte

### Lufthansa Flight Training
Die Lufthansa fing 1955 an, Kabinenpersonal in Hamburg auszubilden. Ein Jahr darauf wurde die später zu Lufthansa Flight Training gehörende Verkehrsfliegerschule in Bremen eröffnet, in der bis heute über 5000 Nachwuchsflugzeugführer (NFF), u. a. für den Lufthansa-Konzern ausgebildet wurden.
1957 wurden die ersten Simulatoren eingesetzt, die sogenannten Link-Trainer, in denen man Instrumentenflugverfahren trainieren konnte.
1988 begannen erstmals zwei Frauen die Pilotenausbildung. 1990 wurden sämtliche für das Flugpersonal zuständigen Trainingsabteilungen konsolidiert und in einer einzigen, neuen Abteilung zusammengeführt, welche am 1. Januar 1997 als Lufthansa Flight Training GmbH ausgegründet wurde. Am 1. April 2000 wurde das Lufthansa Flight Training Center am Flughafen Frankfurt am Main eröffnet. Am Standort Berlin komplettieren weitere Full Flight Simulatoren das Produkt-Portfolio.
2005 wurde der Vienna Aviation Campus eröffnet. Damit bietet Lufthansa Aviation Training außer in München und Zürich nun auch in Wien ein Training für das gesamte Cockpit- und Kabinenpersonal an.
Seit 2012 arbeitet Lufthansa Flight Training in einer neuen Unternehmensstruktur: Die Leistungen des Unternehmens werden seitdem in den drei Geschäftsbereichen Simulator Training, Safety & Service Training und Flugschulen gebündelt.

### Lufthansa Aviation Training
Anfang 2017 wurde die Lufthansa Flight Training GmbH in Lufthansa Aviation Training GmbH umbenannt. Sie dient seitdem auch als Dachgesellschaft für die bisherige Swiss Aviation Training.
Ende 2019 berichtete das Süddeutsche Zeitung Magazin in einem Artikel, der auf den Berichten eines Lufthansa-Nachwuchsflugzeugführers basiert, von „grenzüberschreitenden“, „diskriminierenden“ und „demütigenden“ Aufnahmebräuchen an der European Flight Academy, einer Marke der Lufthansa Aviation Training, zu der unter anderem die Verkehrsfliegerschule in Bremen gehört. Die Darstellung der Initiationsrituale wurde von den Aussagen weiterer ehemaliger Flugschüler gedeckt, teilweise wohnte die Autorin den Vorkommnissen selbst bei. So seien Personen – in der von den älteren Kursen organisierten Einführungswoche – auf dem Gelände der Verkehrsfliegerschule in Tutu-Verkleidung und unter Vergabe von ordinären Spitznamen zu übermäßigem Alkoholkonsum und körperlichen Erniedrigungen gedrängt worden; selbsternannte Drill-Sergeants hätten immer neue Aufgaben gestellt, die bei Nicht-Befolgen zu einem Quasi-Ausschluss aus der Gruppe und Mobbing geführt hätten. Die Lufthansa Aviation Training dementierte die angeblichen Vorkommnisse, hatte aber bereits nach nicht näher benannten Vorfällen im Juni desselben Jahres mit einem internen Schreiben eine Einschränkung des Alkoholausschanks bei den Begrüßungsfeierlichkeiten neuer Kurse angeordnet. Auf eine erneute Anfrage der Frankfurter Rundschau gab das Unternehmen sodann die Einleitung einer internen Untersuchung bekannt.

## Konzernübersicht
Die LAT Group unterteilt sich auf die erwähnten Standorte und wird von den Managing Directors Rainer Hiltebrand und Tiziana Heilig geführt. Der Hauptsitz befindet sich in Frankfurt am Main, wo auch der größte Teil der Trainingsgeräte beheimatet ist. Das Unternehmen beschäftigt ca. 700 Mitarbeiter, die in den Bereichen Verwaltung, Wartung und Ausbildung beschäftigt sind.
Neben den zwei Kernbereichen Cockpit- und Kabinentraining, die sich auf die Hauptstandorte verteilen, befinden sich folgende Gesellschaften im Besitz der LAT:
- Lufthansa Aviation Training Switzerland AG[14]
- Lufthansa Aviation Training Germany GmbH
- Lufthansa Aviation Training Berlin GmbH
- Lufthansa Aviation Training Austria GmbH
- Lufthansa Aviation Training Operations Germany GmbH (100 %)[15][2]
- Lufthansa Aviation Training USA Inc. (ATCA) (100 %)[16]
- Lufthansa Aviation Training Pilot Academy GmbH (100 %)[17]
- Aviation Quality Services GmbH (100 %)[18]

An 40 Full-Motion-Simulatoren wird Flugpersonal auf 20 verschiedenen Flugzeugtypen ausgebildet und geschult. Im Jahr 2010 erwirtschaftete die LAT Betriebserträge von 170 Millionen Euro.

## Holdings und Geschäftsfelder im Detail

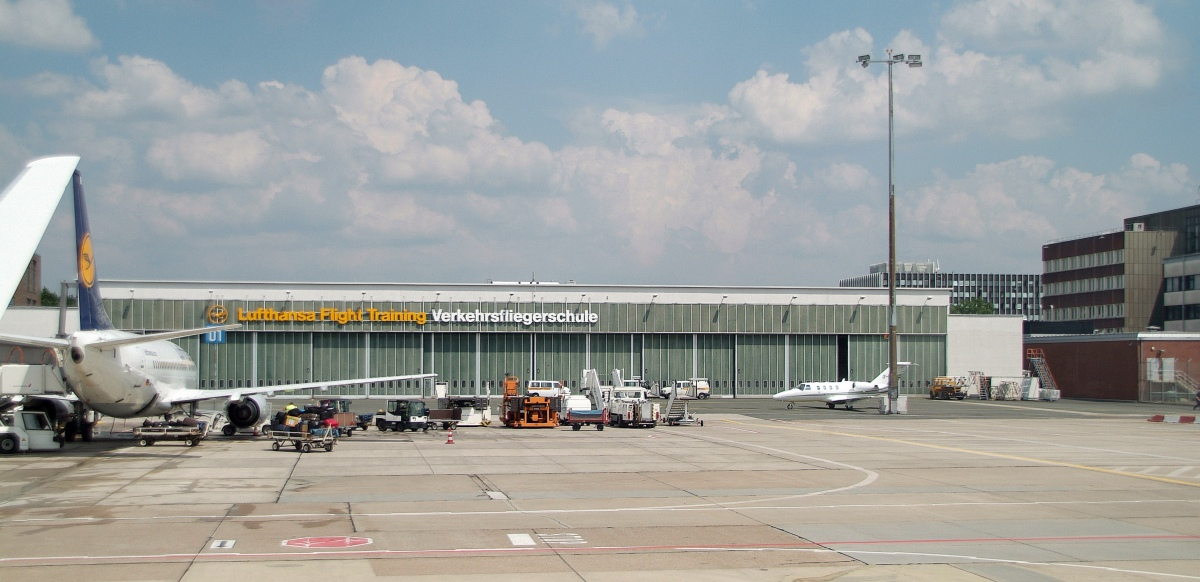
Hangar der Verkehrsfliegerschule Bremen am Airport Bremen

### Hauptgeschäftsfelder

#### LAT Verkehrsfliegerschule Bremen
An der Verkehrsfliegerschule am Flughafen Bremen wird der Cockpitnachwuchs für die Lufthansa-Konzern Fluggesellschaften Lufthansa Passage Airlines, Lufthansa Cargo und Germanwings ausgebildet. Alle Nachwuchsflugzeugführer (NFF) haben dafür den DLR-Test erfolgreich durchlaufen. Daneben lässt auch die Bundeswehr ihren Pilotennachwuchs (Lufttransport, Flugbereitschaft und Seefernaufklärung) seit den 1960er Jahren in Bremen ausbilden, sowie seit 2011 die Austrian Airlines. Außerdem führt die LAT Trainings für die Astronauten der European Space Agency (ESA) durch.
Neben der klassischen ATPL- und MPL-Ausbildung ist die LAT Kooperationspartner der Hochschule Bremen. Im Zuge dieser Zusammenarbeit besteht die Möglichkeit, die fliegerische Ausbildung mit dem dualen Studiengang für Luftfahrtsystemtechnik und -management zu kombinieren und zusätzlich zur Pilotenlizenz einen Bachelor of Engineering zu erwerben. Seit 2009 wurde die komplette Schulung des Lufthansa Cockpitpersonals auf die Multi-Crew Pilot Licence umgestellt, wofür die vier Piper PA-42 Cheyenne IIIA ausgemustert und durch fünf Cessna Citation CJ1+ ersetzt wurden. Diese ermöglichen es der Lufthansa, die NFFs intensiver und besser auf den Linienbetrieb vorzubereiten und den Sprung von Trainingsflugzeugen auf die späteren Linienmaschinen so gering und reibungslos wie möglich zu gestalten.
Die Ausbildung der Lufthansa-Nachwuchsflugzeugführer (NFF) gliedert sich im Wesentlichen in vier Phasen, wovon die erste Phase (Theoriephase) und dritte Phase (zweite fliegerische Phase) in Bremen absolviert werden. Zum Lernen stehen den Schülern, neben Klassenzimmern und Anschauungsmaterial (u. a. eine offene Pratt & Whitney Canada PT6 Turbine), auch zwei CBT-Räume zur Verfügung, von denen sie auf einen Fragen- und Lernkatalog zugreifen können. Des Weiteren stehen eine Sporthalle, ein Hartplatz, ein Squashcourt sowie ein Eventraum zur Freizeitnutzung zur Verfügung.
Mittlerweile wurden über 100 Bundeswehr-Lehrgänge und 400 NFF-Lehrgänge in Bremen ausgebildet.
Seit 2010 bestehen Kooperationen mit Atlas Air Service zur Aus- und Fortbildung von Piloten sowie der Eventagentur Pro Toura, bei der man Schnupperstunden in einem der sechs Cessna Citation CJ1+ FNPTs buchen kann.

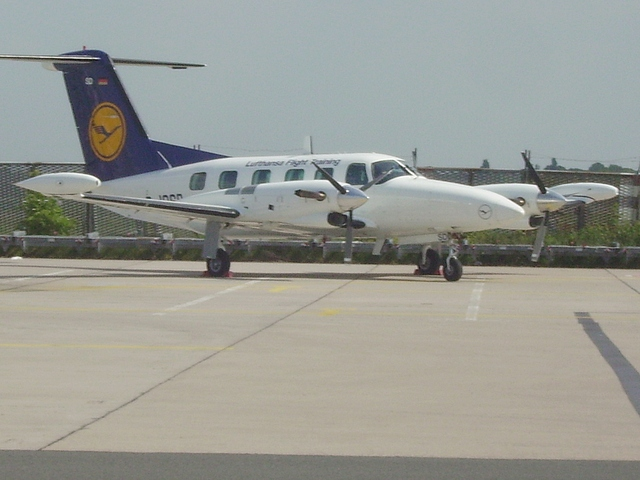
Piper PA-42 Cheyenne IIIA, ehemaliges Schulungsflugzeug der Lufthansa Aviation Training

Bekannte Personen im Zusammenhang der Verkehrsfliegerschule sind:
- Jürgen Schumann, der Kapitän der am 13. Oktober 1977 entführten Lufthansa-Maschine „Landshut“. Nach ihm wurde das Schulungsgebäude benannt
- Sonja Zietlow, deutsche Fernsehmoderatorin, Absolventin der Schule
- Heike Walpot, Lufthansapilotin, Ärztin, Leistungsschwimmerin und  Raumfahreranwärterin
- Willi Kuhweide, früherer Lufthansapilot, Pilotenausbilder und Segel-Olympiasieger[32]
- Klaus Schrodt, deutscher Kunstflieger und früherer Lufthansapilot
- Carsten Spohr, früherer Lufthansapilot und Vorstandsvorsitzender der Deutsche Lufthansa AG
- Andreas Lubitz, Pilot des Germanwings-Flugs 9525

Im Januar 2021 berichtete die Süddeutsche Zeitung, in der Auseinandersetzung um die Ausbildung an der Verkehrsfliegerschule in Bremen hätten mehr als 100 Flugschüler Klagen gegen die Lufthansa Aviation Training (LAT) eingereicht. Mit den Klagen wollten sie durchsetzen, dass sie ihre Ausbildung trotz Corona-Krise fortsetzen und beenden könnten. Der Pilotengewerkschaft Vereinigung Cockpit (VC) zufolge wehrten sie sich damit gegen die „einseitige Änderung ihrer Ausbildungsverträge“.

#### Flugbegleiterausbildung

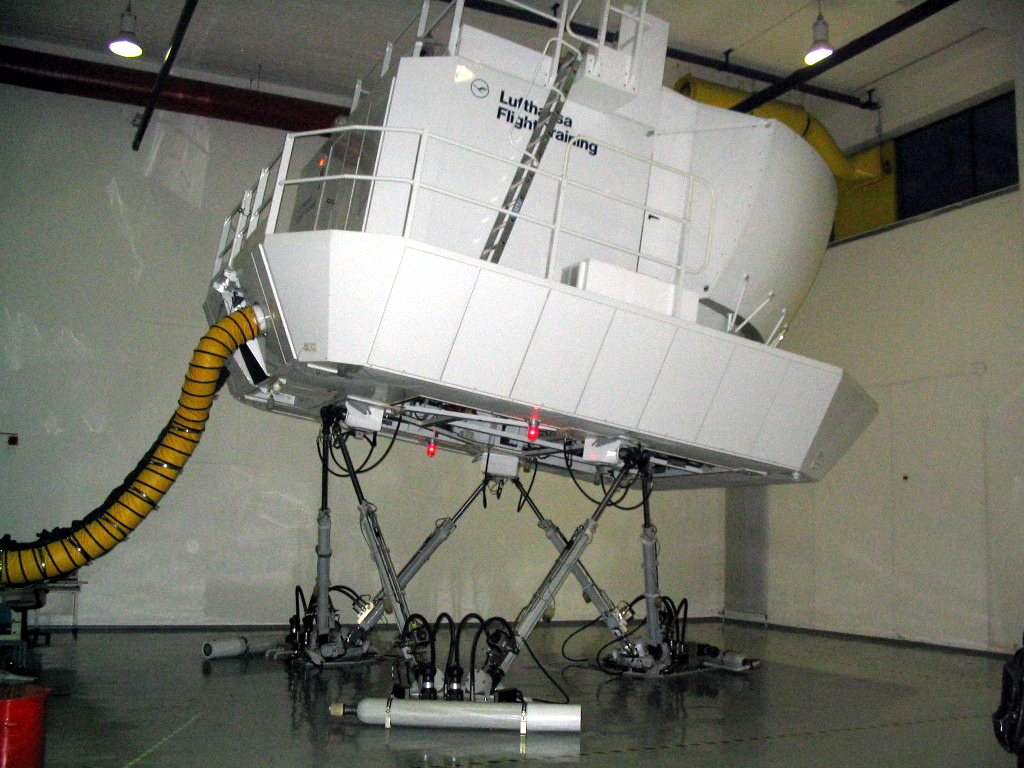
Full-Motion-Flugsimulator der Lufthansa Aviation Training

Die Flugbegleiter sind verantwortlich für die Sicherheit und das Wohlergehen der Passagiere an Bord, sowie der Überprüfung der Rettungs- und Sicherheitsgeräte in der Kabine. Hierfür müssen sie an der LAT in Frankfurt eine sieben- bis neunwöchige Ausbildung durchlaufen, die mit zwei Schulungs- bzw. Ausbildungsflügen endet. Das Hauptaugenmerk liegt dabei neben dem Servicetraining vor allem auf der Sicherheitsschulung und wird mit einem Gehalt von ca. 400 € vergütet. Unter anderem werden dort Feuerbekämpfung, der Ausstieg über die Notfallrutschen und das Verhalten in Notsituationen geübt. Aber auch Fragen der Etikette, sowie Aspekte der interkulturellen Kompetenz werden geschult und trainiert. Abschließend haben die FBs je nach Bedarf die Option, auf die Kurz- oder Langstrecke zu gehen.

#### Cockpit Training
Das Trainingsangebot ist auf die operationelle Praxis zugeschnitten und erfüllt die Vorgaben der EASA bzw. der Joint Aviation Authority (JAA), es ist sowohl als Dry oder Wet Lease Training möglich. Trainingsleistungen sind:

##### Musterberechtigung
Die Musterberechtigungskurse (engl. Type Rating) für Verkehrsflugzeuge werden nach den Vorgaben der JAR-FCL durchgeführt und durch Elemente erweitert, die auf die Praxis der jeweiligen Fluggesellschaft zugeschnitten sind. Die Kurse beinhalten u. a. die Vermittlung von Systemkenntnissen unter Einsatz von E-Learning-Programmen, die Handhabung von normalen und abnormalen Prozeduren und das Training nicht-technischer Fähigkeiten als Teil eines den realen Bedingungen von Linienflügen sehr nahe kommenden Übungskurses (engl. Line-oriented flight training oder kurz LOFT).

##### Recurrent Training (OPC und LPC)
Das Recurrent Training dient dem Qualifikationserhalt auf dem Flugzeugmuster, für das die Piloten eine Musterberechtigung besitzen. Die Teilnehmer frischen ihr musterbezogenes Wissen zu Systemfunktionen und Verfahren auf. Die Kurse beinhalten ein Training am Computer und Simulator-Training. Das Training endet mit einem Proficiency Check im Full-Flight Simulator nach JAR-FCL und EU-OPS.

##### Zusätzliche Trainingsmodule
Die zusätzlichen Trainingsmodule bereiten die Teilnehmer auf operationale Aufgaben vor. Sie bestehen aus E-Learning und Simulatortraining. Im Einzelnen sind dies Low Visibility Operations (LVO), GPS-Navigation, ETOPS Training, LOFT (Line Orientated Flight Training) und Landing Training (Zero Flight Time Training).

##### Cross Crew Qualification für Airbus
Der Kurs Cross Crew Qualification ist ein verkürztes Type Rating für die Flugzeugmuster A320, A330 und/oder A340. Die Piloten benötigen eine gültige Musterberechtigung für die Flugzeugmuster A320, A330 und/oder A340.

##### Differences Training für Boeing oder Bombardier
Der Kurs bietet den Teilnehmern die Möglichkeit, via Differences Training von Boeing 737 Classic auf Boeing 737 NG, von Boeing 757 auf Boeing 767 oder von De Havilland DHC-8-200/-300 auf DHC-8-400 zu wechseln – alternativ zu einem kompletten Type Rating.
Dazu stehen CBT-Programme auf herkömmlichen Computern, sowie, für einige Flugzeugmuster, auch auf Flat Panel Trainern zur Verfügung, um die Cockpit-Familiarisation und das Einüben von Procedures zu gestalten.
Als Simulatorflotte stehen nachfolgende Flugzeugmuster zur Verfügung, die sich auf die LAT-Standorte verteilen. Zusätzlich wird die Embraer Schulung bei der Lufthansa Aviation Training Switzerland (ehemals Swiss Aviation Training) in Zürich angeboten:
| Airbus       | Boeing            | Bombardier | Embraer | Airbus Helicopter |
| ------------ | ----------------- | ---------- | ------- | ----------------- |
| A300-600R    | B737-CL/NG        | DHC-8-400  | E145    | H135              |
| A310-300     | B747-400 / B747-8 | CRJ-100    | E190    | H145              |
| A320-Familie | B757-200          | CRJ-900    |         |                   |
| A330-300     | B767-300          |            |         |                   |
| A340-300/600 | B777-200LR        |            |         |                   |
| A380-800     | MD-11/MD-11F      |            |         |                   |
| A220         |                   |            |         |                   |

#### Emergency Training
Beim Emergency Training kann man sich von Instruktoren der LAT auf Krisensituationen vorbereiten, um im Notfall entschlossen zu handeln und einheitliche Verfahren anwenden zu können. Hierzu stehen Full-Motion-Emergency-Trainingsgeräte zur Verfügung, um auf allen Passagierflugzeugen der Airbus-Familie sowie den Boeing-Mustern B737 und B747 eine Einweisung vornehmen zu können. Des Weiteren werden Erste-Hilfe-Kurse und Feuerbekämpfungs-Trainings angeboten.

### Tochtergesellschaften

#### Lufthansa Aviation Training Operations Germany GmbH
Seit 1. Juli 2010 ist die bisherige CityLine Canadair Simulator und Training GmbH Teil der Lufthansa Aviation Training GmbH. Dabei richtet Lufthansa Aviation Training am Standort Berlin einen Schwerpunkt auf den Trainingsbedarf von Regionalfluggesellschaften mit drei Simulatoren für den Bombardier Canadair Regional Jet: CRJ 200, CRJ 700 und CRJ 900. Daneben wird dort ebenfalls auf den Typen Challenger 850/870/890 und Avro RJ geschult, für die CBT-Lernprogramme zur Verfügung stehen.

#### Lufthansa Aviation Training USA Inc.

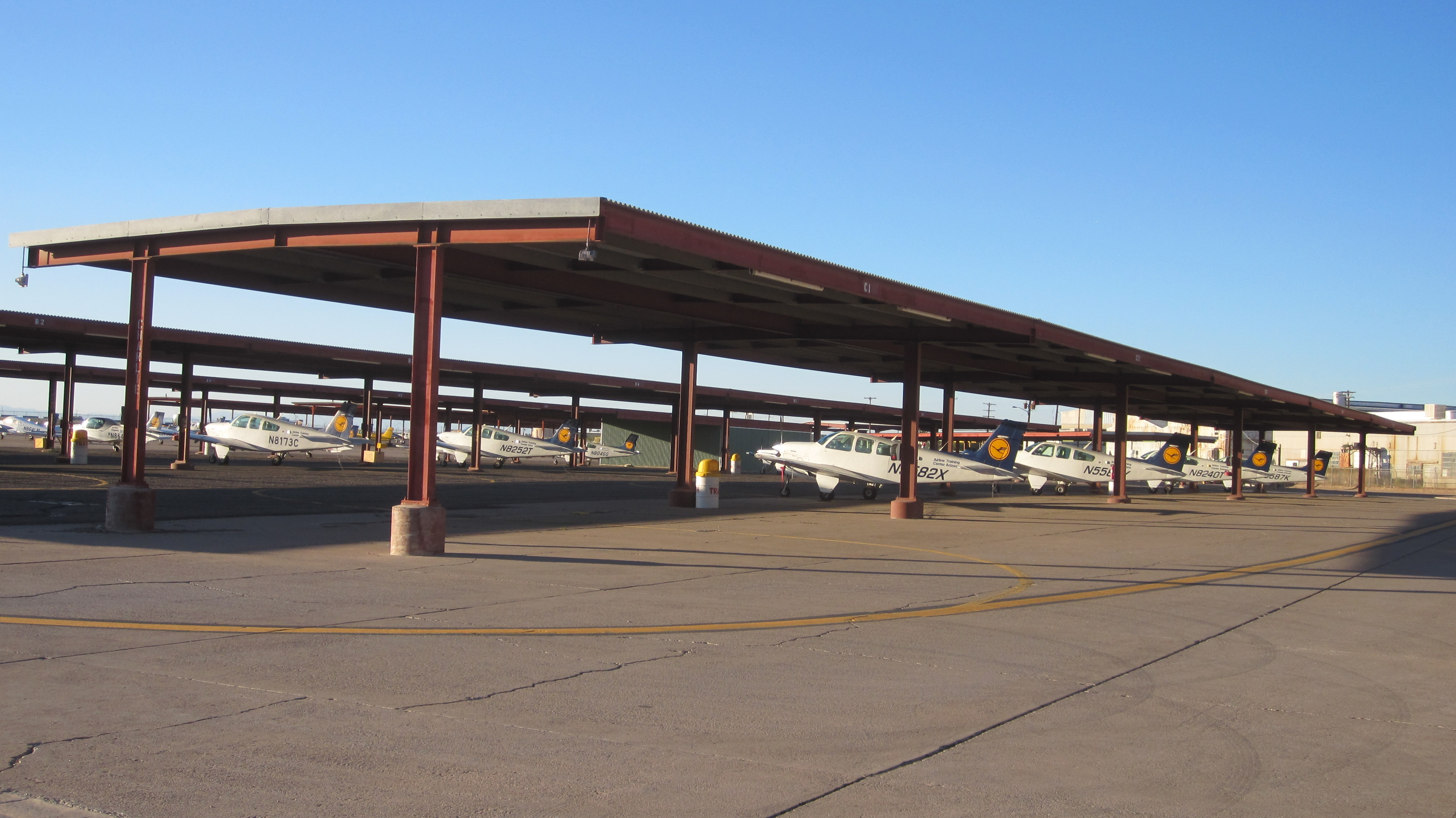
Vorfeld in KGYR

Die Nachwuchsflugzeugführer aus der Lufthansa-Aviation-Training-Verkehrsfliegerschule in Bremen, die Flugschüler der Austrian Airlines sowie die Bundeswehr-Transport- und Jetpiloten absolvierten bis zum Verkauf der Schule an die US-amerikanische United Airlines im Januar 2022 den ersten Teil ihrer praktischen Grundausbildung in Goodyear (Arizona), USA nahe Phoenix. Die Ausbildungsstätte in der Wüste Arizonas zeichnete sich durch hervorragende Flug- und Wetterbedingungen aus, um hier auf Cirrus-SR20- sowie sechs Grob-G120A-Flugzeugen VFR- sowie Basic-IFR-Schulungen durchführen zu können.
Die Ausbildung der NFF gliederte sich grob in drei Phasen: In der ersten Phase wird das grundlegende Handling von Flugzeugen (Steep Turns, Stalls, Langsamflug und Landungen) bis zum ersten Solo erlernt und die ersten Grundlagen für Cockpitprozeduren geschaffen. Als Nächstes folgte die Cross-Country-Phase, in der Sichtnavigation, dead reckoning und die Basis für Navigation mit VORs und NDBs erlernt wurden. Den Abschluss dieser Phase bildete die PPL-Prüfung. In der letzten Phase wurden in einem FNPT Single-Pilot-IFR Grundlagen in Airwork, SIDs und STARs geschaffen und stabilisierte Instrumentenanflüge (NDB-, VOR-, LOC-, ILS- und Circling-Anflug) geflogen.
Daneben hatte sich die Oxford Aviation Academy auf dem Campus eingemietet, die ihre Flugschüler dort bis zur Berufspilotenlizenz schulte.
Im Januar 2022 übertrug Lufthansa ihren seit über 40 Jahren bestehenden Ausbildungsbetrieb in Goodyear an die US-amerikanische United Airlines. Diese hat dort bereits den Betrieb aufgenommen und mit dem ersten Jahrgang ihrer neuen Flugschüler begonnen.

#### Lufthansa Aviation Training Pilot Academy GmbH
Lufthansa Aviation Training Pilot Academy ist eine 100-prozentige Tochtergesellschaft von Lufthansa Aviation Training. Damit gehört das Unternehmen nicht nur zum Lufthansa-Konzern, der den weltweiten Aviationmarkt prägt und mitgestaltet, es nutzt auch die Erfahrung eines der international renommiertesten Flight Training Anbieters. Die Voraussetzungen, um die Ausbildung dort absolvieren zu können, können auf der Website der European Flight Academy nachgelesen werden.

#### Aviation Quality Services GmbH
Aviation Quality Services ist ein Serviceanbieter für Qualitäts- und Sicherheitsmanagement in der Luftfahrtbranche. Dazu dienen die drei Bereiche Betriebsprüfung, Training, und Serviceangebot. AQS ist die erste von der IATA akkreditierte Audit Organisation (AO), die im Auftrag dieser weltweit Fluggesellschaften nach dem IOSA-Standard auditiert und zertifiziert. Auch den Status zur IATA Endorsed Training Organisation (ETO) erhielt AQS als erstes Unternehmen im Jahr 2003.
Zusätzlich zum Hauptsitz in Frankfurt verfügt AQS über administrative Standorte in Dubai, Johannesburg, Hongkong, Miami und Moskau.

## Trainingsflotte

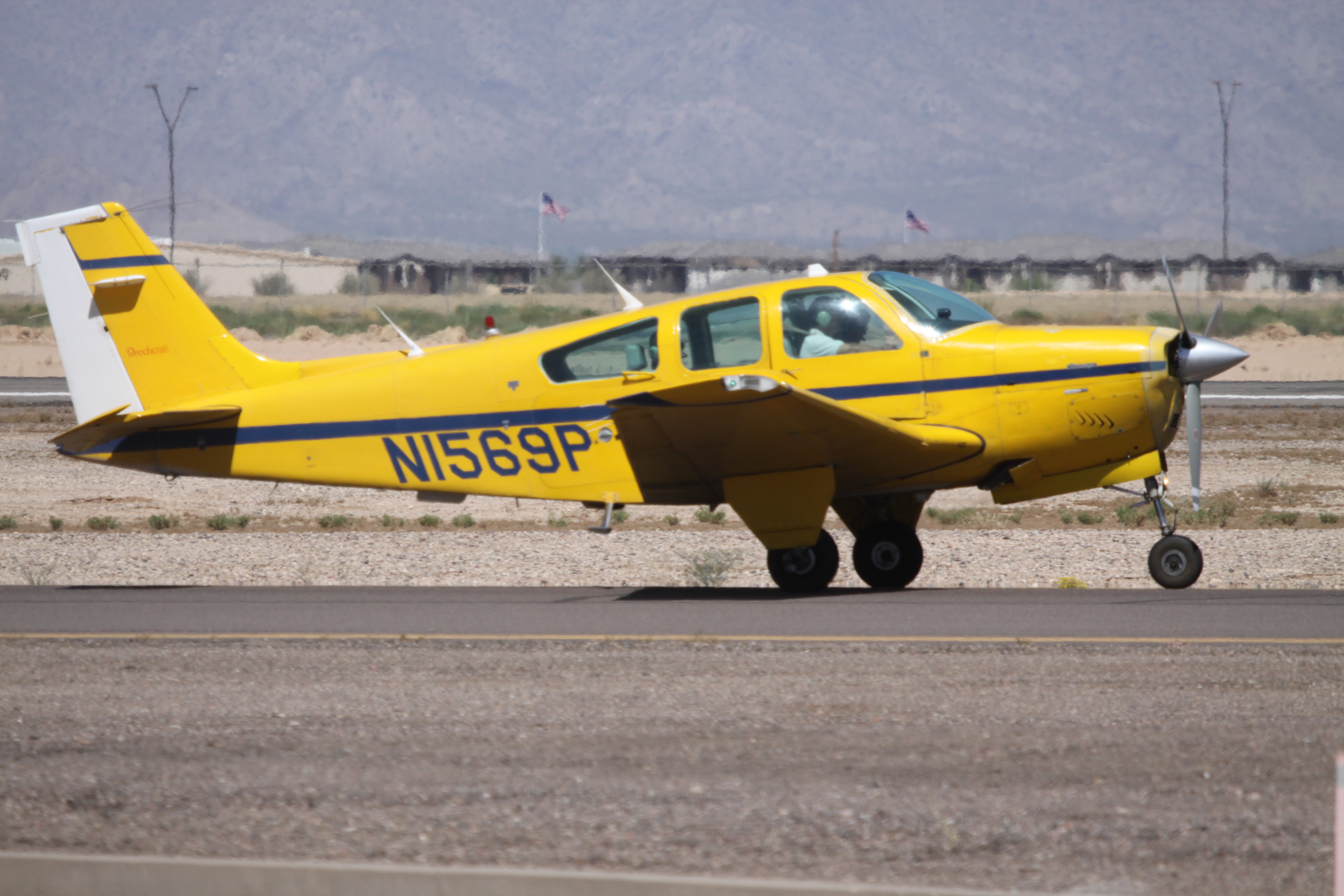
Beech Bonanza F33A der ATCA in der Bemalung von 2010

Die Lufthansa Aviation Training Pilot Academy (Markenname European Flight Academy) nutzt im Rahmen der Schulung für ihre Flugschüler Flugzeuge verschiedener Typen.
| Zugehörigkeit                             | Flugzeugtyp              | Stationierungsort      | Anmerkungen                                                      |
| ----------------------------------------- | ------------------------ | ---------------------- | ---------------------------------------------------------------- |
| Lufthansa Aviation Training USA           | Grob – G120A             | Goodyear (USA) KGYR    | wird nur für Upset-Recovery Training der LHG-Kurse eingesetzt    |
| Lufthansa Aviation Training USA           | Cirrus – SR20            | Goodyear (USA) KGYR    | Flotte an die United Aviate Academy der United Airlines geleast. |
| Lufthansa Aviation Training Pilot Academy | Diamond Aircraft – DA 40 | Rostock-Laage (D) ETNL | SEP IFR-Schulung                                                 |
| Lufthansa Aviation Training Pilot Academy | Diamond Aircraft – DA42  | Rostock-Laage (D) ETNL | MEP IFR-Schulung                                                 |

## Historische Trainingsflotte
| Flugzeugtyp             | Stationierungsort      | Anmerkungen |
| ----------------------- | ---------------------- | --- |
| Beechcraft F33A Bonanza | Bremen (D) EDDW        | Durch Cirrus SR20 ersetzt |
| Beechcraft King Air 90  | Goodyear (USA) KGYR    | Durch Piper PA-42 Cheyenne ersetzt |
| Cessna Citation CJ1+    | Flughafen Bremen (D)   | Multi Engine IFR-Schulung, Trainingsgerät ausschließlich für MPL Kurse. Im Jahr 2023 verkauft. 4 wurden durch Atlas Air Service erworben |
| Piper PA-28             | Vero Beach (USA) KVRB  | SEP VFR und IFR-Schulung, Training durchgeführt von FlightSafety Academy                                                                 |
| Piper PA-44 Seminole    | Rostock-Laage (D) ETNL | MEP IFR-Schulung, wurde durch Diamond DA42 ersetzt                                                                                       |
| Piper PA-42 Cheyenne    | Bremen (D) EDDW        | |

## Partner
Mit den Partnern Lufthansa Aviation Training Switzerland, Austrian Training und British Midland, die an den Standorten Zürich, Wien sowie in England beheimatet sind, kann dort auch Cockpit- und Kabinentraining erfolgen.

## Dokumentationen
- Katrin Weber: SternTV Reportage: Der lange Weg zum Traumjob – Pilotenausbildung bei der Lufthansa. 50 Min., D, VOX 2004
- Jens Niehuss: ProSieben Reportage: Prüfungsstreß über den Wolken – Der harte Weg zur Fluglizenz. 50 Min., D, ProSieben 2006
- Christian Weibezahn: Die große Reportage: Traumjob Pilot – Der lange Weg ins Cockpit. 40 Min., D, AZ Media TV 2007
- Jens Niehuss: SIXX-Reportage: Frauengeschichten – Laura wird Stewardess. 50 Min., D, SIXX 2008
- Dominik Bath: Berliner Morgenpost: Landeanflug ohne Risiko, 7. Mai 2018
- Josefine Sack: Märkische Allgemeine: Landung ohne Risiken, 20. Mai 2018